# Henk Grim
Henk Grim (né le 1er avril 1962 à Groesbeek aux Pays-Bas) est un joueur de football néerlandais, qui évoluait en tant qu'attaquant.
Il est surtout connu pour avoir fini au rang de meilleur buteur du championnat des Pays-Bas D2 lors de la saison 1986-1987 avec 29 buts inscrits.